# 大連市 (中華民國)
大連市，通稱大連，是中華民國國民政府在1945年9月所設置的院轄市之一:216，為兩岸分治前全国12个院轄市之一，東北地區3個院轄市之一。作为中華民國公告疆域行政區劃中的院轄市之一，保留至2005年。
中华民国政府未实际管辖，辖区时为苏占旅大，即今辽宁省大连市的南部。中共政权掌管此地，依次设为关东行政公署辖区、旅大行署区、旅大市、大连市。

## 歷史

### 日治時期
日本統治时期，大连城市人口最高时达70余万，其中本地華人近50万，日本内地人、朝鲜人20余万。街道划分、建筑风格有明显的殖民色彩：友好广场以东为欧洲人区，中国人区限制在小岗子一带。日治时期，大连基本形成了现有的城市格局和工业基础。

### 蘇佔時期
1945年8月10日，蘇聯正式向日本宣戰，蘇聯紅軍進攻滿洲國，根據《雅爾塔協定》進入并占领包括大連在内的滿洲地區。8月24日（一说8月22日），苏军攻占大连。
中華民國內政部于1947年编撰的《中華民國行政區域簡表》中，称民国三十四年（1945年）9月设置大连市、哈尔滨市。大连市区市区尚未划定，人口722950人:216。
國民政府名義上改置大連院轄市。而事實上，蘇聯却違反了《中蘇友好同盟條約》規定：蘇軍應於日本投降後3個月內完全自中國撤出，日本政府係於1945年9月2日向同盟國簽署降書，故1945年12月3日應為蘇軍完全自中國撤出之期限；蘇軍卻佔據大连不撤軍，直到1955年方才撤离，大连政权移交至中华人民共和国。

## 备注
1. ↑  中華民國公告疆域行政區劃沿用至2005年。
2. ↑  中華民國公告疆域行政區劃沿用至2005年。